# Lloyd's List

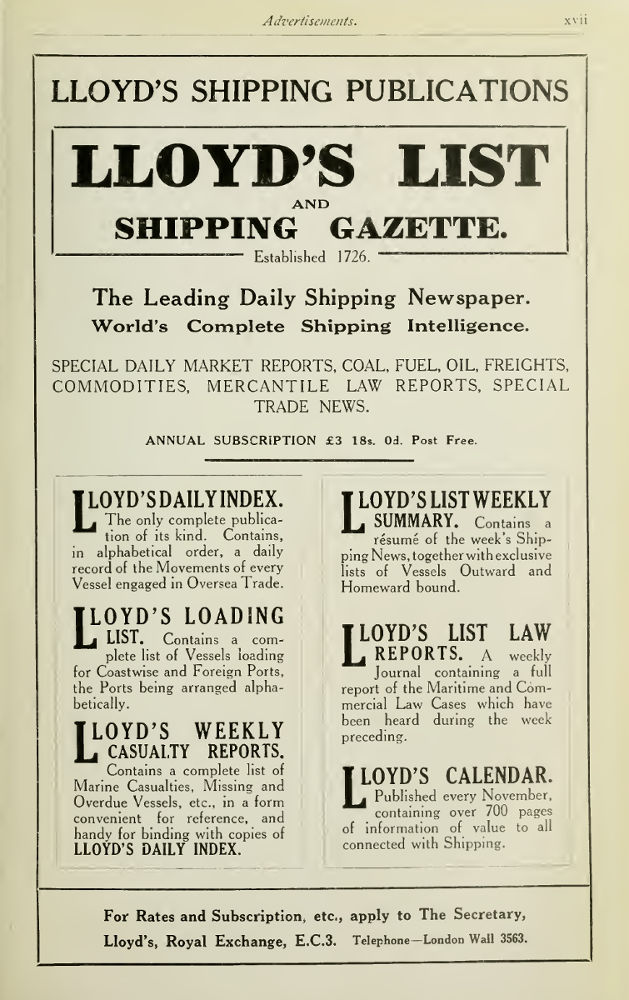
Manifesto promozionale del 1922-1923

Il Lloyd's List è un quotidiano a diffusione internazionale specializzato nelle notizie relative alla navigazione (partenze e arrivi delle navi nei porti), alle assicurazioni marittime, alle piattaforme petrolifere, alla logistica. 
Il Lloyd's è uno dei più antichi giornali pubblicati senza soluzione di continuità, essendo stato fondato nel 1734 come settimanale.

## Storia
Il periodico fu iniziato da Edward Lloyd, proprietario della Lloyd's Coffee House nella City di Londra come fonte di informazioni, concisa ma affidabile, per gli agenti commerciali, gli armatori e gli assicuratori che frequentavano assiduamente il suo caffè di Lombard Street per contrattare le polizze assicurative relative alle navi in partenza.
Prima del Lloyd's List Lloyd aveva già fatto dei tentativi di gazzette. In particolare nel 1692 aveva pubblicato un settimanale dal titolo Ships Arrived at and Departed from several Ports of England, as I have Account of them in London... [and] An Account of what English Shipping and Foreign Ships for England, I hear of in Foreign Ports.
Nel 1696 fu la volta del Lloyd's News, che usciva tre volte alla settimana e non era specializzato in notizie marittime. Questa rivista cessò nel 1697.
Il Lloyd's List come lo conosciamo oggi fu fondato dal successore di Lloyd, Thomas Jemson, che lanciò una pubblicazione di informazioni marittime. La pubblicazione fu settimanale fino al 1735, quando iniziò a essere pubblicata due volte alla settimana, martedì e venerdì.
Negli anni Sessanta del Settecento la Lloyd's Coffee House aveva acquistato una cattiva nomea. Uno dei camerieri si procurò allora dei nuovi locali in Pope's Head Alley e in essi nacque nel 1769 il nuovo Lloyd's List.
Il giornale divenne quotidiano nel 1837 ed era pubblicato tutti i giorni tranne la domenica. Nel 1884 il Lloyd's List assorbì la Shipping and Mercantile Gazette.
Negli anni dal Lloyd's List si sono separati molti altri periodici.